# 靖天國際台
靖天國際台是粵語文化資訊頻道，2016年2月1日開播、取代家娛國際台。該頻道以前由媒體智庫有限公司與靖天傳播合作開設，主要播出香港TVB的節目。

## 節目列表

### TVB
- 晚間看地球（英語：DoDo Midnight Quests）
- 超齡打工假期（英語：Working Golden Holidays）
- Do姐再Shopping（英語：DoDo Goes Shopping II）
- 娛樂大家（英語：Liza's Online）
- 食得好健康（英語：The Big Boss Kitchen）
- 玩轉香港日與夜（英語：Hong Kong Round the Clock）
- 関西攻略二（英語：Kansai Rider II）
- 周遊東京（英語：Think You Know Tokyo?）
- 懿想得到（英語：A Chef And A Gentleman）
- 出走澳洲（英語：Here We Go Again）
- 阿爺廚房（英語：The Ahistoric Grandpa Cooking Show）
- 北海道攻略（英語：Dudu Hokkaido）
- 50日背遊中美（英語：Backpack America）
- 胡說八道真情假期（英語：The Sisterhood Traveling Gang）
- 森美旅行團（英語：Sammy on the Go）
- 背遊摩洛哥（英語：Backpack Morocco）
- 現代塵世美（英語：Last Paradise）
- 覓食兵團（英語：Organized Dining）

## 已結束

### 香港有線電視
- 高師傅美食傳奇（英語：Master Ko's Food Legends）
- 我要結婚（英語：I Need Marriage）
- 星戰運動（英語：Star Motion）
- I Love 斐人生活（英語：Love Fiji）
- 西西里的12夜（英語：12 Nights in Sicilly）
- 主播會客室（英語：CEN Chatroom）
- 活在星光下（英語：Under the Spotlight）
- 活在星光下 II（英語：Under the Spotlight II）
- 通勝學堂（英語：Fortune College）
- 繼續寵愛（英語：Loving Pet）
- 拾香記（英語：Tales of our City）
- 肥媽私房菜 - 政界強人到會（英語：Maria's Kitchen: Politicians）
- 名廚．食出五味人生（英語：Master Chef: Fruitful Tastes of Life）
- 味力昭人（英語：Tasty Vincent's Show）
- 伍姑娘真識食（英語：Miss Five - A Taste of Life）
- 地平線上這個世界那些人（英語：Life on Horizon - Different People, Same World）
- 高師傅美食俠客行（英語：Master Ko's Cook Odyssey）
- 正義同盟（英語：Justice League）
- 北京狂想曲（英語：Beijing Fantasia）
- 快樂地球（英語：Happy Earth）
- 東京．聖誕．周圍Look（英語：Christmas in Tokyo）
- 往事並不如煙之情書（英語：Love in Vain (Season 3)）
- 寵物ER 2016（英語：Emergency Vets 2016）
- 40日峰狂嘆世界（英語：Master So's Travelling Around the World in 40 Days）
- 寵物ER（英語：Emergency Vets）
- 肥媽私房菜 - 星級到會（英語：Maria's Kitchen - Star Series I）
- 食德好‧嚴浩偏方（英語：All in Good Taste: Yim Ho Pharmalogy）
- 嚐·回味（英語：Those Were the Tastes）
- 蔣怡前4後6狂想曲（英語：Coco's Pregnant Diary）
- 舞吧！韓日住囉囉！（英語：Let's Dance! in Korea and Japan）
- 去吧！日本住囉囉（英語：Japan Hotels Ichiban）
- 星二代捱世界（英語：Star's Next Generation）
- 星級會客室2015（英語：Star Chatroom 2015）
- 精算俏佳人（英語：Money Buffet）
- 峰生水起精讀班（英語：Master So's Feng Shui Lecture (Year 1)）
- 肥媽私房菜 - 星級才子（英語：Maria's Kitchen - Star Series II）
- 激玩．釣娛台（英語：Tai Play）
- 消失中的味道（英語：Disappearance of Taste）
- 媽媽，我在冰島撞正火山爆發 [原名: 媽媽，我在冰島火山爆發時]（英語：Eruptions of Icelandic Volcano Special）
- 謝安琪大愛感動之旅（英語：With Love, Kay）
- 遨遊天地（英語：Bravo My Cruise Trip）
- 星級會客室2016（英語：Star Chatroom 2016）
- 玩轉姻「玄」路（英語：Love Match Turnaround）
- 四個轆．日本周圍Look（英語：Japan Travel DIY）
- 峰生水起精讀班 - 掌相（英語：Master So's Feng Shui Lecture (Year 3)）
- 肥媽私房菜 - 藥膳補臟 [别名: 肥媽藥膳補臟]（英語：Maria's Kitchen 8 - Chinese Secret Recipes）
- 陳啟泰．吳綺莉 不老的傳說（英語：Stay Young Legend）
- 掃毒大家庭（英語：Family Detox）
- 王晶事變（英語：The Incident of Wong Jing）
- 玄途有樓住（英語：Fortune Tips of Property）
- 反轉東京12夜（英語：Tokyo Drift）
- 行運秘笈（英語：Fortune Tips）
- 肥媽當家（英語：Home Boss of Maria）
- 音樂起義（英語：Music Revolution）
- 名廚．肥媽澳門尋尋味（英語：Master Chef: Tasting Macau with Maria）
- 快樂地球 2013（英語：Happy Earth 2013）
- 甜心媽媽變變變（英語：Stylish Mama: Design Competition）
- 人人住得好（英語：Home Discuss）
- 四個轆‧德國周圍look（英語：Germany Travel DIY）
- 普羅旺斯的12夜（英語：12 Nights in Provence）
- 60/80 任你UP（英語：60/80 Seven Up）
- 我來自八大派（英語：Clan of Hong Kong）
- 單車．台灣．1個Round（英語：Bicycle Diaries）
- 蘭子的7卡半鑽石（英語：Diamond Man of Shiela）
- 那些人的故事（英語：Those People）
- 一煮成名（英語：Cooking Idol）
- 人生面書 [原名: 人生命書]（英語：The Book of Life）
- 賺大錢（英語：Big Money）
- 關島的12夜（英語：12 Nights in Guam）
- 柬埔寨 天與地（英語：Somewhere in Cambodia）
- 四個轆．日本楓葉周圍Look（英語：Autumn Leaves in Hokkaido）
- 惠英紅的快樂傳說（英語：Happy Legend of Wai Ying Hung）
- 食得有法-補（英語：Eat A Way）
- 潮玩潮食（英語：Let's Go Fun）
- 潮玩潮食 2013（英語：Let's Go Fun 2013）
- 親子唔易做-角色大冒險（英語：Smart Kids, Smart Parents - Role Playing Challenge）
- 阿拉伯．千年一嘆（英語：Arab: 1001 Nights）
- 東京．靚爆周圍Look（英語：Tokyo Glamour）
- 往事．並不如煙（英語：Love in Vain）
- 無聊王（英語：Mr. Nonsense）
- 潛行水世界 帛琉（英語：Secret Palau）
- 神探CSI（英語：Inspector CSI）
- 去日本識條鐵（英語：Railways in Japan）
- 肥媽私房菜 - 吃出傳奇（英語：Maria's Kitchen 6: Delicacy Legend）
- 3S放大假（英語：Holidaysss）
- 好想戀愛 三藩市（英語：Fall in Love in San Francisco）
- 肥媽私房菜 - 開心家庭（英語：Maria's Kitchen 7 - Happy Family）
- 威尼斯的12夜（英語：12 Nights in Venice）
- 峰生水起精讀班 - 面相（英語：Master So's Feng Shui Lecture (Year 2)）
- 香港空間大改造（英語：HK Casa）
- 香港空間大改造2016（英語：HK Casa 2016）
- 食德好．潮食男女（英語：All in Good Taste: Dining Young）
- 美食法庭（英語：Food Court）
- 歐洲四部曲：紅．巴塞隆拿（英語：Europe Tetralogy: Barcelona）
- 我是香港人（英語：I am Hong Kong Guy）
- 設計王（英語：Design King）
- 帶結他去旅行（英語：Trips with Guitar）
- 寵物ER- 3（英語：Emergency Vets III）
- 日本東北的12夜（英語：12 Nights in Tohoku）
- 活得很滋味（英語：What A Wonderful Life）
- 帶阿B去旅行（英語：Trips with Kids）
- 金牌飯局Let's高（英語：Golden Dinner with Paco）
- 千年一嘆．東京樂章（英語：Tokyo Music: 1001 Nights）
- 四個轆．台南周圍Look（英語：Taiwan Travel DIY）
- 飛嘗澳門新角度（英語：Discover Macau）
- 玄機解碼（英語：Fortune Decoding）
- 三個喼神自由行（英語：Three Guys Tours）
- 美味關係（英語：Delicious Nexus）
- 維也納的12夜（英語：12 Nights in Vienna）
- 瘋狂睇樓團（英語：Property Hunt）
- 為食情報局2015（英語：Tasty Bureau 2015）
- 驚世大預言（英語：Predictions that Shook the World）
- 為食情報局2016（英語：Tasty Bureau 2015）
- 蘇格蘭古堡旅遊事件簿（英語：Scotland's Castle Files）
- 猴年人人行好運（英語：Fortune Tips: Year of the Monkey）
- 7條事業線．食腦任務（英語：Career of Seven Ladies）
- 快樂地球Travel Maker（英語：Happy Earth: Europe）
- 帶阿媽去旅行（英語：Trips with Mum）
- 冰島．千年一嘆（英語：Iceland: 1001 Nights）
- 小店大廚 2015（英語：Big Chefs Small Restaurants 2015）
- 印度．千年一嘆 一小時版（英語：India: 1001 Nights (1-Hour Edition)）
- 那些 回憶．似曾相識（英語：Those Memories in Penang）
- 猴年點算（英語：Fortune Tips: Mid-Year of the Monkey）
- 往事 - 並不如煙II （英語：Love in Vain (Season 2)）
- 食德好．林一峰X孖人廚房（英語：All in Good Taste: Chet Lam X Twins Kitchen）
- 味味道來, 李純恩（英語：The Tasty Stories with Benny Li）
- 狂熱．水派對（英語：CEN Summer Party）
- 翁布里亞的12夜（英語：12 Nights in Umbria）
- 我要睇樓（英語：Home Living）
- 繼續寵愛．怪獸學堂（英語：Loving Pets: Monster College）
- 四個轆．新西蘭周圍Look（英語：New Zealand Travel DIY）
- 超級旅行團（英語：Super Tour）
- 星級會客室2014（英語：Star Chatroom 2014）
- 食德好．最佳女煮角（英語：All in Good Taste: Fabulous Cooking Ladies）
- 瀛遊火山島（英語：Wonder 500）
- 娛樂熱辣辣．好好醜醜又一年（英語：Entertainment H.O.T. 2015）
- 色香味主播室（英語：Tasty Chatroom）
- 寵物狗救星（英語：Dogs Savior）
- 香港亞洲流行音樂節（英語：HK Asian-Pop Music Festival 2016）
- 香港亞洲流行音樂節2017（英語：HK Asian-Pop Music Festival 2017）
- 去吧!台灣住囉囉（英語：Taiwan Hotels Ichiban）
- 名廚．鄉土濃情甄文達（英語：Master Chef: Martin Yan）
- 薛凱琪唔做薛凱琪（英語：Fiona X Fiona）
- 喜愛夜蒲（英語：Club Addicts）
- 阿Yan歷史幾好食都有（英語：Master Chef: History of Food with Martin Yan）
- 李純恩．名廚尋鄉味（英語：Mastef Chef: Benny Li's Hometown Taste）
- 萬千寵愛（英語：My Dear Pets）
- 四個轆．東西南北周圍Look（英語：Anywhere Travel DIY）
- 神廚遇上女主播（英語：Master Chef vs Pretty Anchor）
- 食德好．潮食男女大派對（英語：All in Good Taste: Dining Young (Let's Party)）
- 四個轆．泰國周圍Look（英語：Thailand Travel DIY）
- 小店大廚（英語：Big Chefs Small Restaurants）
- N+1次遊泰國（英語：Encore Thailand）
- 美少女的奇幻漂流（英語：Pretty Adventures）
- 我愛煮食男（英語：I Cook Therefore I am）
- 我的父親母親（英語：My Parents）
- 迷失北京（英語：Lost in Beijing）
- 香港亞洲流行音樂節2018（英語：HK Asian-Pop Music Festival 2018）
- 香港亞洲流行音樂節2019（英語：HK Asian-Pop Music Festival 2019）

### 香港奇妙電視
- 帶阿媽去旅行 2017（英語：Trips with Mum '17）
- 身醫管（英語：Health-fie）
- 香港有寶證（英語：The Treasures of Hong Kong）
- 杜汶澤食住上（英語：Chapmanology）
- Learning男（英語：Learning Man）
- 無恐不入（英語：Extreme Fear）
- 朝拜傲媽（英語：The Pride Moms）
- 香港事‧香港是（英語：Hong Kong is...）
- 天下第一Friend（英語：Francis and Friend）
- 喜出望外（英語：Check It Out）
- 環島日記之圓夢（英語：Taiwan Travel Diaries）
- 中伏
- 冇大冇細 [國字: 無大無小]（英語：PAPA Go）
- 煉狗術師（英語：The Canine Coach）
- 尋覓人情味（英語：Hong Kong Neighbourhood Gems）
- Stay Tuned音樂會 [原名: #STAYTUNED+音樂會]（英語：#STAYTUNED+ Online Music Show）

### 香港有線衛視新知台
- 沙巴Go Go Go（英語：Sabah Go, Go, Go）
- 飲食救未來（英語：Prevent Illness）
- 新知假期之韓國Go Go Go（英語：Horizon Vacation: Korea）
- 新知假期之中國Go Go Go（英語：Horizon Vacation: China）

### 馬來西亞Astro TV
- 秤菜Pun歡喜2014（英語：Cin Cai Pun Hua Hee 2014）
- 堪輿百子櫃 （英語：Cabients of Chinese Metaphysics）
- 話說籍貫（英語：Behind The Dialect Groups）
- 鼠寶家族（英語：The Mouse Family）
- 歡喜學堂 S2（英語：Hua Hee Hokkien Class (Year II)）
- 尋花探草 S2（英語：Garden of Treasure II）
- 我來自華小S2（英語：SJKC Story II）
- 歡喜歡喜就好 S6（英語：Hua Hee Everyday (Season 6)）
- 童童歡樂園 S2（英語：Tong Tong's Wonderland II）
- 孩子III（英語：Hai Zi III）
- 小小玩家出遊趣S3（英語：The Little Travelers III）
- 阿炳6（英語：Ah Beng (Year 6)）
- 老街的故事 [原名: 老街故事]（英語：Old Street of Malaysia）
- 秤菜Pun歡喜（英語：Cin Cai Pun Hua Hee）
- 換樂瑞士360（英語：Europe 360: Switzerland）
- 歡喜來作伴 S7（英語：Hua Hee Together (Season 7)）
- 郊友趣 [原名: Balik Kampung, 郊"友"趣]（英語：Balik Kampung Tour）
- 換樂Europe 360（英語：Europe 360）
- 背包Go Cuti S2（英語：Big Bag GO Cuti (Season 2)）
- 歡喜來作伴 S8（英語：Hua Hee Together (Season 8)）
- 歡喜吃飽飽 S1（英語：Hua Hee Makan (Series 1)）
- 背包Go Cuti IV （英語：Big Bag GO Cuti (Season 4)）
- 歡喜歡喜就好 S2（英語：Hua Hee Together (Season 2)）
- 寶貝便當（英語：BB Bento）
- 我來自華小III（英語：SJKC Story III）
- 阿賢人情味S9（英語：Taste with Jason IX）
- 閃亮的時刻（英語：Bright Times）
- 師傅
- 家在馬來西亞- 西馬的故事 [原名: 家在馬來西亞5：西馬城鎮華人故事]（英語：Malaysia My Home 5: Story of West Malaysia）
- 家在馬來西亞 - 沙巴、砂勞越 [原名: 家在馬來西亞 - 沙巴與砂拉越華人故事]（英語：Malaysia My Home: Story of Sabah and Sarawak）
- 歡喜廚房（英語：Hua Hee Kitchen）
- 阿賢貪吃路線 II（英語：Axian's Food Adventures II）
- 阿賢人情味 S4（英語：Taste with Jason IV）
- 為食打橫行（英語：Simply Crab）
- 小小玩家出遊趣S4（英語：The Little Travelers IV）
- 孩子
- 老行業（英語：The Traditional Trades）
- 歡喜上課lah Sr1（英語：Hua Hee Seko-lah (Yr 1)）
- 歡喜上課Lah Sr2（英語：Hua Hee Seko-lah (Yr 2)）
- 老師, 您好!（英語：Good Morning Teacher）
- 童童歡樂園（英語：Tong Tong's Wonderland）
- 我們
- 背包Go Cuti S1（英語：Big Bag GO Cuti (Season 1)）
- 阿賢人情味 III（英語：Taste with Jason III）
- 阿賢人情味 5（英語：Taste with Jason V）
- 背包Go Cuti S3（英語：Big Bag GO Cuti (Season 3)）
- 歡喜歡喜就好 S3（英語：Hua Hee Everyday (Season 3)）
- 歡喜學堂（英語：Hua Hee Hokkien Class）
- Budget玩家Go Cuti（英語：Budget GO Cuti）
- 大地
- 廉呷特工（英語：Budget Foodie）
- 動機
- 寫食人生（英語：Tasteful Life）
- 孩子II（英語：Hai Zi II）
- 全家GO Cuti（英語：Family GO Cuti）
- 百年
- 阿賢貪吃路線 Sr3（英語：Axian's Food Adventures III）
- 阿炳5（英語：Ah Beng (Year 5)）
- 歡喜吃飽飽 Sr6（英語：Hua Hee Makan (Series 6)）
- 歡喜歡喜就好 S5（英語：Hua Hee Everyday (Season 5)）
- 歡喜歡喜就好 S7（英語：Hua Hee Everyday (Season 6)）
- 大地II（英語：Our Land (Year 2)）
- 生命的戰士（英語：Strong Life）
- 歡喜吃飽飽 Sr9（英語：Hua Hee Makan (Series 9)）
- 換樂西遊360（英語：Spain 360）
- 創意科學樂（英語：DIY Science Show）
- 在地時光 [原名: 在地食光]（英語：Food Moments）
- 品尚滋味（英語：Menu Please）
- 愛拼才歡喜（英語：Hua Hee Mission）
- 父母 Sr2 [原名: 爸媽好犀利 Sr2]（英語：The Parents II）
- 我來自新村II（英語：My New Village Stories II）
- 小小玩家出游趣 S3（英語：The Little Travelers III）
- 七天
- 小營地 [原名: Fun Fun 小營地]（英語：The Social Camp）
- 歡喜到你家（英語：Hua Hee Family）
- 你好奇的事 S2（英語：I Wonder Why II）
- 你好奇的事 S3（英語：I Wonder Why III）
- 2014年Astro舞極限 - 韓國特備（英語：Astro Battleground 2014: Korea Special）
- 三語難不難（英語：Language Bingo）
- 阿賢貪吃路線 S4（英語：Axian's Food Adventures IV）
- 遇見生命II（英語：Life Moments II）
- 十月
- 尋花探草（英語：Garden of Treasure）
- 孩子IV（英語：Hai Zi IV）
- 寰遊沖繩日記（英語：Denise's Okinawa Diary）
- 寰遊日記 - 台中（英語：D's Diary - Taichung）
- 走走英語（英語：Zig Zag Zoom）
- 2011年Astro舞極限 - 決賽（英語：Astro Battleground 2011 Final）
- 慶功音樂會 [原名: BFF慶功音樂會]（英語：Geraldine and Jie Ying's BFF Mini Concert）
- 馬來西亞百年華教（英語：A Century of Chinese Education）
- 寫食人生 S2（英語：Tasteful Life II）
- 歡喜廚神（英語：Hua Hee Star Chef）

### 香港亞洲電視
- 情陷夜中環2（英語：Central Affairs II）
- 嫁錯媽（英語：True Love）
- 危險人物（英語：Danger Counter）
- 毛里裘斯好味道（英語：Mauritius Delicacies）
- 非常好警（英語：A True Cop Story）
- 爸爸兩邊走（英語：Cross Border Daddy）

### 馬來西亞HVD劇集
- 薔薇之淚（英語：Blue Jewel）
- 我主皇朝（英語：The Dictator）
- 創世情（英語：Her Striving Story）
- 白衣天使（英語：Angel）
- 還有明天（英語：There's Always Tomorrow）
- 咫尺迷情（英語：Passion and Peril）
- 破曉
- 四海風暴（英語：Bluster）
- 情聚一刻 [原名: 情聚一刻4x4]（英語：Four Wheels of Dream）
- 家婆新抱（英語：Oh! My In-Laws）
- 巨浪
- 永恆的愛（英語：Between Wind and Water）
- 濃情化不開（英語：Friends and Lovers）
- 落翅天使（英語：/馬來語：）
- 女主天下（英語：/馬來語：）
- 草莓天空 [原名: 草莓の天空]（英語：/馬來語：）
- 由零開始（英語：Zero）
- 命運
- 寸草心（英語：/馬來語：）
- 吾愛吾師（英語：To Sir with Love）
- 父子情深（英語：/馬來語：）
- 柔情俠醫（英語：For A Worthy Cause）
- 血染的情書（英語：Love Letter）
- 命運專家（英語：Fortune Teller）
- 半生情未了（英語：Turning Point）
- 蒲公英（英語：Dandelion）
- 最愛是誰（英語：Torn Between Two Lovers）

### 中港懷念劇
- 陽光禁區 [原名: 風雲歲月]（英語：Unreachable Zone of Darkness）
- 跪下
- 情緣遺恨（英語：The Plight of War）
- 冷月寒秋 [别名: 禁慾]（英語：Love in Between）
- 火蝴蝶 [别名: 滴血蝴蝶]（英語：Butterfly Song）
- 千嬌百媚（英語：Beautiful & Charming）
- 東方教母 [原名: 東方母親]（英語：Trials & Tribulation）
- 人間友情 [别名: 滬港英雄]（英語：A Bond of Friendship）
- 大亨特區 [原名: 特區大亨]（英語：Corporate Siege）
- 天涯路 [原名: 天下有情之天涯路]（英語：The Long Journey）
- 美食天后 [原名: 美食街女老闆]（英語：Great Desire）
- 甜蜜蜜 [原名: 天下有情之甜蜜蜜]（英語：Triangle Love）
- 一生傾情（英語：Candle in the Wind）
- 月是哪兒圓（英語：Full Moon There）
- 龍本多情（英語：Once Upon A Time in Theng Lung）

### TVB
- 仨心友行（英語：Walking with You (Yr. 1, 2, 3)）
- 長命百二歲（英語：As Long As You Live）
- 3日2夜IV（英語：Fun Aboard IV）
- 野外步出III 玩野加大馬（英語：We're All Wildlings III: Vibing Malaysia）
- 西葡潮什麼（英語：Hipster Tour: Spain and Portugal）
- 趁而家去大馬偷食譜（英語：Stolen Taste of Malaysia）
- 吾淑吾食澳洲篇（英語：Eating Well with Madam Wong III）
- Do姐有問題（英語：Do Did Eat）
- 嫁到這世界邊端（英語：Faraway Brides）
- 兄弟姊妹去旅行（英語：Roaming Siblings）
- 教煮爭霸（英語：Clash of Chefs）
- 吾淑吾食温哥華篇（英語：Eating Well with Madam Wong IV）
- 這麼遠，那麼近（英語：As Far As You Reach）
- 長命不老（英語：Aged Not Old）
- 醫醫，我不想再病了（英語：Better Be Healthy）
- 我的寵物（英語：Fluffie Sarena）
- 無窮之路（英語：No Poverty Land）
- 二億人的世界（英語：Portugese Around the World）
- 遊走世界天與地（英語：Across Borders）
- 請1日假去旅行（英語：Long Weekend Getaways）
- 北歐潮什麼（英語：Hipster Tour: Scandinavia）
- 法國潮什麼（英語：Hipster Tour: France）
- 退休地圖（英語：Retiring in Paradise）
- 兩個小生去Camping（英語：The PakhoBen Outdoor Show）
- 背遊中亞（英語：Backpack Utopia）
- 背遊南美的北邊（英語：The North of South America）
- 30分鐘收工料理（英語：Cooking For You）
- 走過足球聖地（英語：Pilgrimage to Football Meccas）
- CP訓練營（英語：Love at the First Scene）
- 45日環遊日本（英語：Japan: 45-Day Itinerary）
- 沖遊泰國（英語：Thai Rogered）
- 男親女愛（英語：War of the Genders）
- 関西攻略（英語：Kansai Rider）
- Busking不停音樂（英語：Buskkkkk Music）
- 香港可以這樣玩（英語：Hong Kong off the Beaten Track I）
- 最佳拍檔（英語：Telling Maria IV）
- 遊一帶 看一路（英語：Belt and Road Up Close）
- 山系女行Yama Girl（英語：Girls Go Hiking）

### 其他節目
- Jay and Joy全職旅行（英語：Jay and Joy: Full Time Travel）
- 旅遊者們（英語：The Traveler）
- 時來運轉之雞祥如意（英語：Golden Rooster Chinese New Year Feng Shui Special 2017）
- 旅遊者們 2（英語：The Traveler II）
- 李純恩世界奇影（英語：Benny Li: Wonders of the World）
- 尋覓音階的夢想（英語：Music Talk of Behind the Artist）
- 天方夜談 [原名: 呂方40週年 天「方」夜談]（英語：The Josh Lui Show）

## 外部連結
- 靖天國際台 - 中華電信 MOD 網站 （页面存档备份，存于）